# Ivan Pesterev
Ivan Pesterev, né le 29 juillet 1975 à Ijevsk, en RSFS de Russie (Union soviétique), est un biathlète biélorusse.

## Biographie
Le biathlète biélorusse fait ses débuts internationaux en Coupe du monde en 1996 à Osrblie. Dans cette compétition, il obtient comme meilleur résultat la 27e place à deux reprises et monte sur un podium en relais à Osrblie.
Il figure sur plusieurs podiums aux Championnats du monde de biathlon d'été, gagnant la médaille de bronze de la poursuite en 2001, ainsi que deux titres et une médaille d'argent en relais.

## Palmarès

### Coupe du monde
- 1 podium en relais : 1 deuxième place.

### Championnats d'Europe
- Médaille de bronze du relais en 1998.

### Championnats du monde de biathlon d'été
- Médaille d'or du relais en 2001 et 2004.
- Médaille d'argent du relais en 2002.
- Médaille de bronze de la poursuite en 2001.